# 鈴木実貴子ズ
鈴木実貴子ズ（すずきみきこズ）は、愛知県名古屋市を拠点とする2ピースロックバンド。

## 概要
ザクっと刺さるうた。アコギとドラム。奇跡的なバランスで成り立つ2ピースバンド。
バンド名の由来は鈴木の案で「解散した時に、私の名前だけは残るように」

## メンバー
- 鈴木 実貴子（すずき みきこ）- ボーカル、アコギ

三重県出身。ソロでもライブや音源発表を行っている。
- 高橋 イサミ（たかはし いさみ）- ドラムス

鹿児島県出身。バンドでの呼称は ズ である。
2015年から2024年まで鈴木の夫として活動。バンド活動のパートナーとしては継続している。
鈴木のために心を込めてしたためた手紙を「こんなの、いらない。」と目の前で鈴木に破り捨てられたことがある。

### サポートメンバー
一部のライブと音源ではサポートメンバー含む4人体制で演奏を行う。
- 各務 鉄平（かくむ てっぺい）- エレキギター

- 舟橋 孝裕（ふなはし たかひろ）- エレキベース

## 来歴
- 2012年結成。ソロの弾き語りで活動していた鈴木に、別のバンドで活動していた高橋が声を掛けたことが結成のきっかけとなった[2]。

同年、バンドとして初となる音源『あああ』を発売。
- 2013年9月22日、アルバム『なにがポップだ』を発売。ディスクユニオンの一部店舗およびオンラインショップで取り扱いを開始。

- 2014年

6月26日、EP『不完全人間』を発売。
9月7日、秋田県仙北市で開催された「ハイコーフェス5～潟分校 CLOSING SCHOOL FES 2014～」に出演。以後、同フェスの最終回となった2018年までに計4回出演。
また、この年より名古屋市千種区吹上でライブスペース『鑪ら場（たたらば）』を始める。
- 2015年

シングル『きらいなバンド』『花粉症』『3本足』を立て続けにリリース。
現在もライブでよく披露される「都心環状線」や「アンダーグラウンドでまってる」はこの時期に制作され、後の音源にてブラッシュアップ、再録が行われている。
鈴木と高橋が入籍。
- 2016年7月1日、アルバム『キミガヨ』を発売。

- 2017年9月20日、初の全国流通盤となるEP『名前が悪い』を発売[5]。

- 2019年

3月20日、全国流通盤としては1stとなるアルバム『現実みてうたえよばか』を発売。
8月16日、「RISING SUN ROCK FESTIVAL 2019 in EZO」の「RISING★STAR」に選ばれ出演する予定だったが、台風の影響で中止。
- 2020年4月3日、2ndアルバム『外がうるさい』を発売。

- 2021年

3月16日、名古屋CLUB QUATTROで自主企画ライブ『誰のせいにもしない』を開催、竹原ピストルと共演。
6月16日、3rdアルバム『泥の滑走路』を発売。
- 2022年

3月19日、岐阜県可児市で開催された「ROCK FILL JAM in ala特別編」で向井秀徳と共演。
7月3日、名古屋CLUB QUATTROでの二度目となる自主企画『心臓の騒音 特別編』を、共演にヒグチアイを迎え開催。
7月31日、過去最大の約4,000組の応募の中から選ばれ「フジロックフェスティバル '22」の、新人アーティストの登竜門ステージ「ROOKIE A GO-GO」に出演。
8月13日、2019年以来2度目の「RISING★STAR」に選ばれ「RISING SUN ROCK FESTIVAL 2022 in EZO」に出演。
9月14日、4thアルバム『最終兵器は自由』を発売。
- 2023年

5月21日、名古屋CLUB QUATTROで『心臓の騒音 特別編』を、共演にeastern youthを迎え開催。
9月24日、UNITで『ファッキンミュージック レコ発』を、共演にAnalogfish、the dadadadys、Khakiを迎え開催。
12月4日、名古屋CLUB QUATTROで『心臓の騒音-ファッキンミュージックレコ発名古屋編-』を、共演にTHA BLUE HERBを迎え開催。
- 2024年

鈴木と高橋が離婚。
10月15日、日本クラウンのPANAMレーベルより10月30日配信のシングル「違和感と窮屈」でメジャーデビューすることが発表された。
- 2025年

4月16日に配信シングル「風に吹かれて」をリリース予定。収録曲は「風に吹かれて」（エレファントカシマシ）、「春と修羅」（きのこ帝国）、「生活の柄」（高田渡）の全カバー曲で構成。

## エピソード
- 「RISING SUN ROCK FESTIVAL 2019 in EZO（以下"RSR"と表記）」の「RISING★STAR」に選ばれ出演が決定する[6]も、出演予定日の8月16日は台風の影響でまさかの中止[7]。

しかし、既に現地入りしていたバンドメンバーの執念により札幌での緊急ワンマンライブ『ライジング中止ってマジか』の開催をTwitter上で発表。同様に現地でRSR中止の報に触れ落胆していたフェス参加者の間で話題となり、RSR出演予定時刻であった14時からスタートしたライブは満員御礼となる。
- 2ndアルバム『外がうるさい』リリース直後に東名阪ワンマンツアーを予定していたが[20]、新型コロナの影響により中止。

## ミュージックビデオ
| 公開年 | 監督         | 曲名                         |
| ------ | ------------ | ---------------------------- |
| 2015年 |              | 都心環状線                   |
| 2015年 | 僕は毎日     |                              |
| 2016年 |              | アンダーグラウンドでまってる |
| 2017年 |              | かえりかた                   |
| 2018年 |              | 音楽やめたい                 |
| 2019年 |              | アホはくりかえす             |
| 2020年 | 吉田ハレラマ | 問題外                       |
| 2020年 | 吉田ハレラマ | 口内炎が治らない             |
| 2021年 | アダチユウキ | 正々堂々、死亡               |
| 2021年 | 吉田ハレラマ | 常識とルール                 |
| 2021年 | アヅマコウジ | うたなんて                   |
| 2022年 | koudai uwabo | 夕やけ                       |
| 2022年 | 吉田ハレラマ | 生きてしぬ                   |
| 2023年 | 横田竜三     | 結婚するんやな               |
| 2023年 | 横田竜三     | チャイム                     |